# The Cobbler (película de 2014)
The Cobbler es una película estadounidense de 2014 dirigida por Thomas McCarthy, escrita por McCarthy y Paul Sado y protagonizada por Adam Sandler, Dan Stevens, Dustin Hoffman y Steve Buscemi. Fue proyectada en el Festival Internacional de Cine de Toronto de 2014 y estrenada en los cines el 13 de marzo de 2015.

## Argumento
Max Simkin (Adam Sandler), repara zapatos en el mismo lugar que ha sido de su familia durante generaciones siguiendo la tradición familiar. Desmoralizado por el cansancio de la vida diaria, Max se topa con una reliquia familiar mágica que le permite meterse en la vida de sus clientes y ver el mundo de una nueva manera. Él es capaz de meterse en los zapatos de alguien más "literalmente" tomando mágicamente la apariencia de sus clientes. Esto le da algunas ideas para hacerse de las suyas y tratar de solucionar sus propios problemas; pero Max se da cuenta de que el barrio en donde vive está en peligro y utiliza sus mágicas habilidades para ayudar a los demás y así él descubre lo que es en verdad.

## Reparto
- Adam Sandler - Max Simkin
- Dan Stevens - Emiliano
- Kim Cloutier - Taryn
- Dustin Hoffman - Abraham Simkin
- Steve Buscemi - Jimmy
- Melonie Diaz - Carmen Herrera
- Ellen Barkin - Elaine Greenawalt
- Method Man - Leon Ludlow
- Sondra James - Anna Stevens
- Dascha Polanco - Macy
- Lynn Cohen - Sara Simkin
- Elena Kampouris como Alexia

## Doblaje
| Personaje         | Actor de Voz Original | Doblaje de Hispanoamérica | Doblaje de España |
| ----------------- | --------------------- | ------------------------- | ----------------- |
| Max Simkin        | Adam Sandler          | Héctor Lee                | José Posada       |
| Emiliano          | Dan Stevens           | Rolando de la Fuente      | Daniel Garcia     |
| Leon Ludlow       | Method Man            | Jaime Alberto Carrillo    | Carlos Di Blasi   |
| Abraham Simkin    | Dustin Hoffman        | Gabriel Pingarrón         | Manolo Garcia     |
| Jimmy             | Steve Buscemi         | Humberto Vélez            | Alberto Mieza     |
| Carmen Herrera    | Melonie Diaz          | Karla Vega                | Marta Barbará     |
| Elaine Greenawalt | Ellen Barkin          | Adriana Casas             | Marta Angelat     |
| Marsha            | Yul Vazquez           | Roberto Mendiola          | Eduard Itchart    |
| Sarah Simkin      | Lynn Cohen            | Erika Mireles             | Enriqueta Linares |

Fuente: DoblajeWiki ElDoblaje

## Producción
En septiembre de 2013, Adam Sandler estaba en conversaciones para unirse a la película, que se comenzaría a filmar en noviembre. Voltage Pictures financia la película, producida por Mary Jane Skalski. En noviembre de 2013 Dan Stevens se unió al reparto. Dustin Hoffman y Steve Buscemi también se unieron al reparto el 18 de noviembre durante la filmación de la película.

### Rodaje
El rodaje de la película empezó el 11 de noviembre de 2013 en la ciudad de Nueva York, antes de que Sandler comenzara con Men, Women & Children, su siguiente proyecto.